# جيروذ أبيض الأسنان
جيروذ أبيض الأسنان (الاسم العلمي:Neotoma leucodon) هي نوع من الحيوانات تتبع جنس الجيروذ من فصيلة الفأرية.